# George Ganea
George Dănuț Ganea (Bucarest, 26 maggio 1999) è un calciatore rumeno, attaccante dell'Újpest.

## Biografia
Anche suo padre Ioan è stato un calciatore.

## Carriera

### Club
Ha giocato nella massima serie rumena.

## Statistiche
Statistiche aggiornate al 2 febbraio 2021.

### Presenze e reti nei club
| Stagione                 | Squadra                  | Campionato               | Campionato | Campionato | Coppe nazionali | Coppe nazionali | Coppe nazionali | Coppe continentali | Coppe continentali | Coppe continentali | Altre coppe | Altre coppe | Altre coppe | Totale | Totale | Totale |
| Stagione                 | Squadra                  | Comp                     | Pres       | Reti       | Comp            | Pres            | Reti            | Comp               | Pres               | Reti               | Comp        | Pres        | Reti        | Pres   | Reti   |        |
| ------------------------ | ------------------------ | ------------------------ | ---------- | ---------- | --------------- | --------------- | --------------- | ------------------ | ------------------ | ------------------ | ----------- | ----------- | ----------- | ------ | ------ | ------ |
| 2015-2016                | Rapid Bucarest           | L2                       | 13         | 3          | CR              | 0               | 0               |                    | -                  | -                  |             | -           | -           | 13     | 3      |        |
| 2018-feb. 2019           | CFR Cluj                 | L1                       | 0          | 0          | CR              | 1               | 0               |                    | -                  | -                  |             | -           | -           | 1      | 0      |        |
| feb.-giu. 2019           | Viitorul Costanza        | L1                       | 7          | 2          | CR              | 1               | 0               |                    | -                  | -                  |             | -           | -           | 8      | 2      |        |
| 2019-2020                | Viitorul Costanza        | L1                       | 29         | 4          | CR              | 1               | 0               | UEL                | 2                  | 0                  | SR          | 1           | 0           | 33     | 4      |        |
| 2020-2021                | Viitorul Costanza        | L1                       | 29         | 2          | CR              | 1               | 0               |                    | -                  | -                  |             | -           | -           | 30     | 2      |        |
| Totale Viitorul Costanza | Totale Viitorul Costanza | Totale Viitorul Costanza | 65         | 8          |                 | 3               | 0               |                    | 2                  | 0                  |             | 1           | 0           | 71     | 8      |        |
| 2021-feb. 2022           | Farul Costanza           | L1                       | 14         | 2          | CR              | 0               | 0               |                    | -                  | -                  |             | -           | -           | 14     | 2      |        |
| feb.-giu. 2022           | Argeș Pitești            | L1                       | 13         | 1          | CR              | 1               | 0               |                    | -                  | -                  |             | -           | -           | 14     | 1      |        |
| 2022-2023                | FCU Craiova              | L1                       | 28+2       | 4          | CR              | 5               | 0               |                    | -                  | -                  |             | -           | -           | 35     | 4      |        |
| Totale carriera          | Totale carriera          | Totale carriera          | 135        | 18         |                 | 10              | 0               |                    | 2                  | 0                  |             | 1           | 0           | 148    | 18     |        |

## Palmarès

### Club

#### Competizioni nazionali
- Supercoppa di Romania: 1

Viitorul Costanza: 2019